# Neujahrskonzert der Wiener Philharmoniker 1996

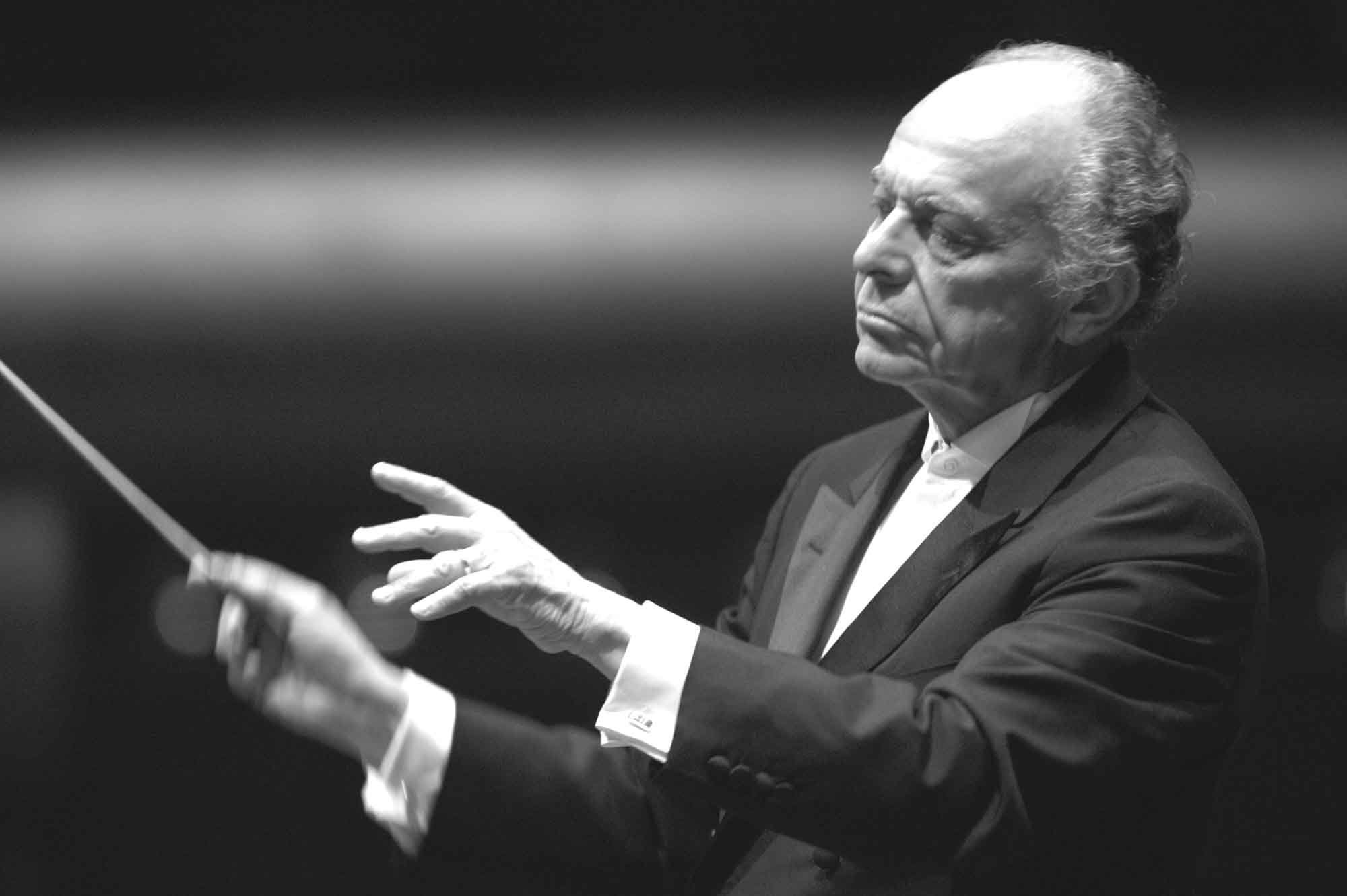
Lorin Maazel (2006)

Das Neujahrskonzert der Wiener Philharmoniker 1996 war das 56. Neujahrskonzert der Wiener Philharmoniker und fand am 1. Jänner 1996 im Wiener Musikverein statt. Dirigent war erneut Lorin Maazel, der bereits die Neujahrskonzerte 1980 bis 1986 (diese in direkter Nachfolge des legendären Willi Boskovsky) sowie das des Jahres 1994 geleitet hatte.

## Programm

### 1. Teil
1. Johann Strauss (Sohn): Fest-Marsch, op. 452*
2. Carl Michael Ziehrer: Wiener Bürger, Walzer, op. 419
3. Josef Strauss: Die Nasswalderin, Polka mazur, op. 267**
4. Johann Strauss (Sohn): Blumenfest-Polka, op. 111*
5. Johann Strauss (Sohn): Lagunen-Walzer, op. 411
6. Eduard Strauß: Mit Vergnügen, Polka schnell, op. 228

### 2. Teil
1. Johann Strauss (Sohn): Ouvertüre zur Operette „Waldmeister“
2. Johann Strauss (Sohn): Phönix-Schwingen, Walzer, op. 125*
3. Josef Strauss: Die tanzende Muse, Polka mazur, op. 266
4. Johann Strauss (Sohn): Ouvertüre zur Operette „Die Göttin der Vernunft“*
5. Johann Strauss (Sohn): Secunden-Polka (française), op. 258*
6. Johann Strauss (Sohn): Kaiser-Walzer, op. 437
7. Josef Strauss: Jokey-Polka (schnell), op. 278

### Zugaben
1. Johann Strauss (Sohn): Furioso-Polka, op. 260***
2. Johann Strauss (Sohn): An der schönen blauen Donau, Walzer, op. 314
3. Johann Strauss (Vater): Radetzky-Marsch, op. 228

Werkliste und Reihenfolge sind der Website der Wiener Philharmoniker entnommen.
 Mit * gekennzeichnete Werke standen erstmals in einem Programm eines Neujahrskonzertes

**Die Nasswalderin wurde als Die Naßwalderin, Ländler im Tempo der Polka Mazurka durch den Verlag C.A.Spina in Wien 1869 herausgegeben. Sie wird jedoch so, d. h. nur als Polka mazur, im Programm der Wiener Philharmoniker bezeichnet, dies wurde übernommen.
***Die Furioso-Polka wurde als Furioso-Polka quasi Galopp durch den Verlag Carl Haslinger qm. Tobias, Wien, 1862 herausgegeben. Sie wird jedoch so, d. h. nur als Polka, im Programm der Wiener Philharmoniker bezeichnet, dies wurde übernommen. 

## Besetzung (Auswahl)
- Lorin Maazel, Dirigent
- Wiener Philharmoniker

## Aufnahmen
Die Audio-Doppel-CD erschien 1996 bei BMG Classics (Label RCA Victor Red Seal). Auf der ersten CD sind die Programmnummern enthalten, auf der zweiten die drei Zugaben.